# Erich Bachem
Erich Bachem, né le 12 août 1906 à Mülheim an der Ruhr et mort dans la même ville le 25 mars 1960, était un ingénieur aéronautique  allemand.

## Publications
- Die Praxis des Leistungs-Segelfliegens. Berlin: Volckmann 1932, 2. Auflage 1936
- Das Problem des Schnellstfluges. Stuttgart: Franckh 1933
- Beitrag in: Probleme aus der astronautischen Grundlagenforschung, hrsg. v. Heinz H. Koelle, 1952